# Стийв Харли енд Кокни Ребъл
„Стийв Харли енд Кокни Ребъл“ (на английски: Steve Harley & Cockney Rebel), до 1974 година „Кокни Ребъл“ (Cockney Rebel), е английска рок група.
Групата е основана през 1973 година в Лондон. Водеща фигура в нея е Стийв Харли, чието име е добавено към наименованието на групата.

## Дискография
- The Human Menagerie (1973)
- The Psychomodo (1974)
- The Best Years of Our Lives (1975)
- Timeless Flight (1976)
- Love's A Prima Donna (1976)
- Face To Face: A Live Recording (1977)
- Greatest Hits (1988)
- The Quality of Mercy (2005)